# Endtime Signals
Endtime Signals è il tredicesimo album in studio del gruppo musicale svedese Dark Tranquillity, pubblicato il 16 agosto 2024 da Century Media Records.

## Tracce
- Edizione Standard

Testi di Mikael Stanne, musiche di Johan Reinholdz e Martin Brändström, eccetto dove indicato..
1. Shivers and Voids – 3:48 (musica: Reinholdz)
2. Unforgivable – 3:44 (musica: Reinholdz)
3. Neuronal Fire – 4:32
4. Not Nothing – 4:53
5. Drowned Out Voices – 3:54
6. One of Us Is Gone – 4:37 (musica: Fredrik Johansson, Brändström)
7. The Last Imagination – 3:46
8. Enforced Perspective – 3:20
9. Our Disconnect – 5:19
10. Wayward Eyes – 3:29
11. A Bleaker Sun – 4:23 (musica: Reinholdz)
12. False Reflection – 4:42 (musica: Niklas Sundin, Brändström, Reinholdz)

- Tracce Bonus - Edizione Deluxe

1. Zero Sum – 3:47
2. In Failure – 4:28

## Formazione
- Mikael Stanne – voce
- Johan Reinholdz – chitarra
- Christian Jansson – basso
- Martin Brändström – tastiera
- Joakim Strandberg Nilsson – batteria